# Bret Hart
Pour les articles homonymes, voir Hart.
Bret Sergeant Hart, dit Bret Hart plus connu sous le nom de Bret « The Hitman » Hart, né le 2 juillet 1957 à Calgary, (Canada) est un catcheur (lutteur professionnel) canadien, membre de la famille Hart. Il est connu pour son travail à la World Wrestling Federation ainsi qu'à la World Championship Wrestling.
Il est le fils de Stu Hart, un célèbre catcheur et promoteur de catch canadien, qui a eu douze enfants. Ses sept frères ont soit été des catcheurs, ou ont été impliqués dans l’industrie du catch. Quant à ses quatre sœurs, elles sont toutes mariées à des catcheurs.
Il commence à s'entraîner auprès de son père en 1976 et commence à travailler comme catcheur à la Stampede Wrestling, la fédération de catch familiale. Il lutte aussi ponctuellement au Japon à la New Japan Pro Wrestling.
Il rejoint la World Wrestling Federation (WWF) en 1984 et forme avec son beau-frère Jim Neidhart et avec Jimmy Hart comme manager l'équipe The Hart Foundation. Ils remportent à deux reprises le championnat du monde par équipes de la WWF. À partir de 1991, il se fait connaître tout seul et devient champion intercontinental de la WWF à deux reprises puis champion du monde poids lourd de la WWF à cinq reprises. Il est aussi vainqueur des tournois King of the Ring en 1991 et 1993 et est co-vainqueur du Royal Rumble en 1994.
En 1997, il reforme The Hart Foundation avec son frère Owen, Jim Neidhart, The British Bulldog et Brian Pillman. En coulisses, des tensions apparaissent entre Hart et Vince McMahon quand Hart veut quitter la WWF pour la World Championship Wrestling (WCW) alors qu'il est champion du monde. Cela donne lieu au Montreal Screwjob où Shawn Michaels récupère ce titre de manière controversée.
Une fois arrivé à la WCW il est rapidement mis en avant et devient quadruple champion poids lourd des États-Unis de la WCW, il est brièvement champion du monde par équipes de la WCW avec Bill Goldberg et est double champion du monde poids lourd de la WCW. Sa carrière s'arrête début 2000 à la suite d'une commotion cérébrale.
Il est membre du WWE Hall of Fame en 2006 et reprend brièvement sa carrière de catcheur en 2010 à la WWE et y remporte le championnat des États-Unis de cette fédération avant d'être manager général de Raw.
En plus d'être catcheur, Hart est aussi entraîneur de catch dans les années 1990 et forme notamment Edge, Christian ainsi que Mark Henry.

## Jeunesse
Bret est le 8e enfant de Stu et Helen Hart. Il fait partie de l'équipe de lutte de son lycée à l'Ernest Manning High School de Calgary. Après le lycée, il fait des études de cinéma à l'université Mount Royal et rêve de devenir réalisateur.

## Carrière de catcheur

### Entraînement et débuts à la Stampede Wrestling (1976-1984)
Hart s'entraîne auprès de son père Stu Hart au « Donjon », le surnom de la cave de la maison familiale aménagé en salle d'entraînement. Son père lui apprend surtout les prises de soumission tandis que Tokyo Joe (en) et Kazuo Sakurada lui enseignent les bases du catch.
Il commence sa carrière à la Stampede Wrestling, la fédération que dirige son père, et fait régulièrement équipe avec ses frères aînés Keith et Bruce Hart. Il remporte son premier titre le 14 octobre 1978 en remportant le championnat des poids mi-lourds du Commonwealth britannique après sa victoire face à Norman Frederick Charles III. Il est ensuite champion par équipes international de la Stampede avec son frère Keith huit jours plus tard.

### World Wrestling Federation (1984-1997)

#### The Hart Foundation (1984-1993)

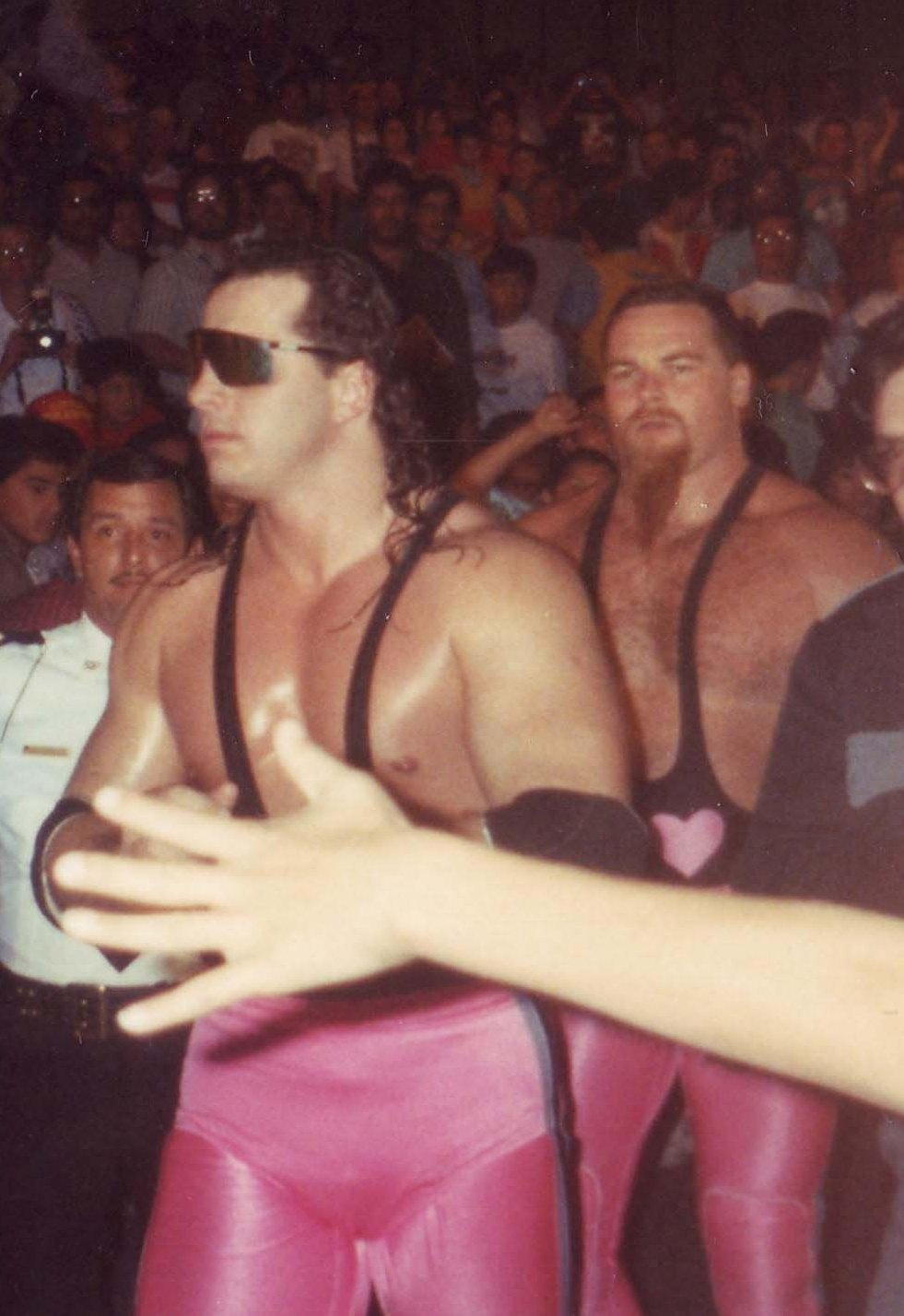
Bret Hart et Jim Neidhart, pendant leur entrée.

En août 1984, Stu Hart vent la Stampede Wrestling à la World Wrestling Federation (WWF). La WWF l'engage puisqu'il est alors un des catcheurs vedette de la Stampede. Il apparaît d'abord seul dans des spectacles de catch au Canada notamment au Maple Leaf Gardens. On lui suggère d'incarner un cowboy, ce qu'il refuse avant de proposer de faire équipe avec son beau-frère Jim Neidhart, avec Jimmy Hart comme manager,.

#### WWF World Heavyweight Championship (1993-1996)
Bret Hart continua de défendre son titre contre de nombreux adversaires comme Shawn Michaels et Razor Ramon, avant de le perdre contre Yokozuna lors de WrestleMania IX après une intervention de son manager, Mr Fuji. Peu de temps après, Mr Fuji défia Hulk Hogan pour un match contre Yokozuna, mais ce dernier perdit son titre. Par la suite, Bret Hart remporta le King of the Ring 1993 en défaisant Razor Ramon, Mr Perfect et Bam Bam Bigelow. Après son couronnement au King of the Ring, Hart fut attaqué par le présentateur Jerry « The King » Lawler, celui-ci déclara qu’il était le véritable Roi et commença alors un affrontement contre Hart et sa famille. La rivalité eu son point culminant lors du match entre Lawler et Hart au SummerSlam 1993. Durant ce match, Bret Hart porta le Sharpshooter sur Lawler qui dut abandonner laissant la victoire a Hart pour un temps. En effet, ce dernier ne voulant pas casser sa prise à la demande de l’arbitre, la décision fut inversée, et Lawler déclaré vainqueur par disqualification.
La rumeur court que les intentions originales lors du SummerSlam était de faire un match ente le champion Hulk Hogan et Bret Hart, sous la forme du passement de flambeau.
Cependant, l’influence de Hogan (de par son contrat) sur la fédération, lui permit de refuser ce combat prétextant qu’il ne voulait pas d’un match face vs face (« gentil contre gentil »). Hogan préféra perdre son titre contre Yokozuna avant son départ de la WWF, laissant ainsi Bret Hart récupérer le titre d’une autre manière.
Bret Hart fut déclaré covainqueur du Royal Rumble 1994 avec Lex Luger qui furent éliminés simultanément. Le résultat fut que les deux catcheurs eurent droit à un match de championnat à WrestleMania X. Hart remporta le titre contre Yokozuna lors de cet événement.
Ce fut à cette époque que Bret Hart eut une feud avec son jeune frère Owen Hart. Opposé au côté famille-ami de la WWF au début des années 1990, la rivalité entre frères était mal vue, mais les fans y ont bien répondu. Cette histoire débuta par le fait qu'Owen était jaloux de son frère Bret. Tout commença au Survivor Series 1993, quand les Harts (quatre des frères Hart, y compris Bret et Owen) ont remporté un match contre Shawn Michaels (qui remplaçait Jerry Lawler au dernier moment) et ses chevaliers. Bret et ses deux frères, Bruce et Keith, ont survécu lors du match, seul Owen fut éliminé. Il reprocha à Bret son élimination et, dans les semaines suivantes, il lui reprocha aussi de le tenir à l’écart. Owen demanda un match contre Bret, ce que Bret refusa. Dans la continuité de cette histoire, en accord avec ses parents, il travailla durant toutes les vacances pour réunir la famille. Owen revenu, les deux frères décidèrent de former une équipe et de remporter le titre. Le but de Bret était d’aider son jeune frère à gagner son premier titre à la WWF.
Au Royal Rumble, alors que The Hart Brothers prenait le dessus sur The Quebecers pour obtenir le titre par équipe, l’arbitre arrêta le match car il jugea Bret trop sérieusement blessé pour continuer. Owen en voulut encore à Bret de ne pas catcher avec lui. Il s’en prit à la jambe blessée de Bret, ce qui poursuivit la rivalité entre les deux. Bret fut obligé de combattre contre Owen lors de WrestleMania X, où il vit les effets de l'entraînement de son jeune frère. Owen Hart défit son frère lors du match d’ouverture. Plus tard lors de cet événement, Bret devait remporter le titre de champion, ce qui décida Owen à lutter pour devenir champion. Owen catchait dans des matchs techniques et conservait sa rivalité avec Bret d’une manière ou d’une autre pendant les trois années suivantes. Leur confrontation la plus mémorable eut lieu pendant un match en cage au SummerSlam 1994.
Bret Hart perdit son titre au Survivor Series 1994 contre Bob Backlund à cause d’une intervention de son frère Owen. Continuant sa faible rivalité avec Backlund, Hart participa au premier I quit (j’abandonne) match à Wrestlemania XI. Bret dit qu’il est le moins bon de ses matchs à WrestleMania à cause de sa pauvre technicité. En 1995, il eut des rivalités avec plusieurs catcheurs de moindre importance comme Hakushi, Jean-Pierre LaFitte, Isaac Yankem et DDS. En même temps sa rivalité avec Jerry Lawler renaissait.
Hart reprit finalement son titre mondial avec une victoire contre Diesel au Survivor Series de 1995. Durant le match, Hart passa au travers de la table des commentateurs espagnols, il fut le premier à faire cette figure. Peu de temps après avoir gagné le titre, il le défendit contre d’autres lutteurs comme The British Bulldog ou Goldust parmi d’autres. Il perdit son titre contre Shawn Michaels dans un 60-minute Iron Man match à WrestleMania XII. Ce match ne fut pas sans polémique. Michaels gagna dans un finish à mort subite. Dans la majorité des compagnies de catch, si un match pour le titre doit continuer après le temps accordé, le titre ne devrait pas être remis en jeu et être conservé par le champion en titre, quelle que soit l’issue du match. Dans ce match cependant, le président de la WWF Gorilla Monsoon annonça une période de mort subite, dans laquelle Michaels remporta le titre avec deux Sweet Chin Music. Michaels n’a jamais nié ou confirmé cette version. Il est dit que Michaels pensait que Hart était amer d’avoir été battu et qu’il ne lui a pas serré la main après le match comme c’était la tradition. Hart et Michaels ne furent jamais les meilleurs amis, et l’opinion de Hart sur Michaels fut encore plus dégradée après ce match. Ceci marqua le début d’une rupture de sept mois entre la fédération et Bret Hart.
Hart était libre et négociait avec la WWF et la WCW (World Championship Wrestling). Bien que la WWF voulait que Hart affronte Steve Austin au Survivor Series de novembre, Hart considérait sérieusement l’offre de la WCW, qui lui offrait trois fois plus que la WWF. Il était dit que la WCW lui offrait 9 millions de dollars sur trois ans, sur quoi la WWF ne pouvait s’aligner. Le plan de la WWF était de faire signer un contrat de vingt ans à Hart, comportant une période sur les rings et finissant par un rôle en coulisse.
Hart fit volte-face contre Austin aux Surviror Series 1996. Austin était la nouvelle figure heel (bien qu’il devienne rapidement un face) et le fer de lance d’un changement pour la WWF : un anti-héros gueulard qui buvait de la bière après ses matchs, qui dépassait les règles, et se moquait souvent de Hart. Il plaisantait sur son attitude old-school et son haut rose. Bien que Hart battit Austin au Survivor Series 1996, les fans ont fait quelque chose que la WWF n’attendait pas : ils commencèrent à se détourner de Hart et à supporter Austin. Dès lors, Hart a commencé à dire dans diverses interviews qu’il avait le plus grand respect pour Steve Austin et qu’il appréciait beaucoup sa façon de catcher.

#### Diverses rivalités (1996-1997)
La rivalité entre Austin et Hart continua, et augmenta même lors du Royal Rumble, lorsque Bret Hart jeta Austin en dehors du ring. Mais ce dernier, profitant d’une erreur d’arbitrage (les arbitres étaient occupés a exclure Mankind et Terry Funk, en train de se battre a l'exterieur du ring, après leurs éliminations), remonta dans le ring et remporta le Rumble. Par la suite et dans le but d’en finir avec cette controverse, un match à quatre, avec les quatre derniers participants du Rumble, fut organisé lors du PPV In Your House. La stipulation de ce match était que le vainqueur serait déclaré aspirant numéro un pour le titre de champion, dont Shawn Michaels avait abandonné la ceinture.
Bret Hart défit Austin, Vader et The Undertaker dans ce Fatal Four Match pour devenir, pour la quatrième fois le champion de la WWF en février 1997. Mais Austin voulait être sûr que le règne de Bret Hart soit de courte durée. Il intervint pendant le match de Hart contre Sycho Sid la nuit suivante à Raw lors d’un Steel Cage Match (match en cage). Austin aida Hart à remporter ce match afin que leur match (entre Austin et Hart) à WrestleMania XIII soit un match de championnat. À l’opposé, The Undertaker, qui avait un match contre Sid à WrestleMania, aida Sid en vain.
À WrestleMania XIII, Hart et Austin eurent leur match revanche, qui est considéré comme l’un des plus grands matchs de WrestleMania (tout comme Randy Savage vs. Ricky Steamboat à WrestleMania III). Ce match, était un Submission Match (match où la seule condition de victoire est de gagner par soumission), fut une grande bagarre entre deux lutteurs extrêmement habiles techniquement. À la fin, Hart porta son Sharpshooter sur un Austin ensanglanté, qui refusait d’abandonner. En fait, il n’abandonna jamais, préférant perdre connaissance dû à la douleur et sa perte de sang. Ken Shamrock, l’arbitre spécial, a été forcé de donner la victoire à Bret Hart. Après cet évènement, Austin devient un nouveau face, tandis que Hart devenait lui un heel. Hart déclara que c’était le match contre Austin qu’il préférait, comme ce fut également sa dernière apparition lors d’un Wrestlemania jusqu’en 2006.
Il est rapporté que le plan original pour WrestleMania 13 était de faire un match retour entre Hart et Michaels pour le championnat, dans lequel Michaels devait abandonner sa ceinture au profit de Hart. Mais Shawn Michaels ne voulait pas laisser le titre à Bret Hart ; il abandonna donc sa ceinture sur une fausse blessure à Raw (dans le fameux « lost my smile speech » (le discours « j’ai perdu mon sourire »), anéantissant ainsi toute chance d’un match retour.
Hart descendit du ring lors du main event de WrestleMania pour défier Michaels de venir dans le ring, en lui disant que sa blessure n’était qu'un mensonge. Vince McMahon, le président de la fédération, se leva immédiatement de son siège pour calmer Michaels.
Malgré leurs différences à l’écran, Hart et Austin avaient le plus grand respect l’un pour l’autre. Un acte illustre bien ce respect : Austin fut choisi pour introduire Hart au Hall of Fame en première partie de WrestleMania XXII.
Dans les semaines suivantes, Hart brocarda les spectateurs américains pour leur réaction négative envers lui dans les semaines précédentes, alors que sa popularité était toujours aussi grande à travers le monde. Hart réunit son frère Owen et son beau-frère Davey Boy Smith pour former la nouvelle Hart Foundation avec Brian Pillman et Jim Neidhart. Ils formaient un clan anti-américain, qui était populaire au Canada et en Europe. Hart acquit son cinquième titre mondial au SummerSlam 1997, après avoir craché sur l’arbitre spécial Shawn Michaels, celui-ci en acte de revanche, a accidentellement frappé l’Undertaker avec une chaise en métal, donnant à Hart la victoire.

#### Montréal Screwjob (1997)
Bien qu’il ait signé un contrat de vingt ans, Vince McMahon a demandé à Hart de demander à la WCW la possibilité de revoir leur offre originale car la WWF avait des difficultés financières et ne pouvait honorer leur contrat. Le combat final de Bret Hart devait avoir lieu à Montréal pendant les Survivor Series 1997. Hart ne voulait pas finir sa carrière avec une défaite contre Shawn Michaels dans son propre pays, il demanda donc à Vince s’il ne pouvait pas perdre le titre la nuit suivante à Raw, ou le perdre quelques semaines plus tard, ce que Vince lui accorda. Bien qu’il ait dit à Vince qu’il n’emporterait pas son titre à la WCW, McMahon eut des a priori et rompit leur entente dans ce qui allait devenir le Montreal Screwjob (qu’on pourrait traduire poliment par « le coup tordu de Montréal »), le moment le plus controversé de l’histoire de la lutte professionnelle. Le plan était exécuté quand l’arbitre du match, Earl Hebner, sous les ordres de McMahon, sonnait la cloche et arrêtait le match alors que Michaels portait sur Hart une prise de soumission, le Sharpshooter (la prise de finition de Bret). Bien qu'Hart n’ait pas abandonné, Michaels fut déclaré vainqueur par soumission et nouveau Champion de la WWF, alors qu'Hart et les fans étaient outrés. La soirée se finissait avec Bret Hart crachant au visage de McMahon, détruisant l’équipement de télévision et frappant Vince à la mâchoire en coulisse.
Bret a déclaré dans une récente interview qu’après l’incident de Montréal, Vince Russo (un des scripteurs de la WWF) l’avait appelé pour lui dire d’essayer d’emmener Owen avec lui à la WCW. Bret écouta Russo et lui expliqua qu’il essaierait de faire rompre son contrat à Owen, et de le faire venir à la WCW. Quelques minutes plus tard, Vince McMahon appela Bret, et lui dit que s’il essayait de faire partir Owen, et que s’il continuait à parler à Owen de son contrat, McMahon le poursuivrait en justice. Bret Hart crut que McMahon était au téléphone lors de sa conversation avec Russo, bien que ce dernier ait nié les fait, et dit qu’il s’agissait simplement d’une coïncidence si McMahon l’avait appelé quelques minutes plus tard.

### World Championship Wrestling (1997-2000)
Bret hart a commencé sa carrière à la WCW Monday Nitro au mois de décembre 1997.

#### WCW United States Heavyweight Championship (1997-1999)
À peu près un mois après les Survivor Series, Hart rejoignit la World Championship Wrestling, le principal concurrent de la WWF. Bret fut impliqué dans le combat entre Sting et Hollywood Hogan lors de Starrcade 1997, intervenant à la fin du match en tant qu’arbitre spécial. Il attaqua l’arbitre Nick Patrick, l’accusant de faire un décompte trop rapide, lui disant qu’il ne voulait plus que cela arrive (en référence au « Montreal Screwjob »).
Durant la période où Eric Bischoff était président de la fédération, Bret Hart, suivant l’affaire du « Montreal Screwjob », fut mis en avant en tant que face. Mais cette période fut de courte durée, Hart devint rapidement un heel lors de WCW Monday Nitro avec Randy Savage et Hogan, et il rejoignit, non-officiellement, la nWo (New World Order, grosse équipe de catcheurs heels). En tant que membre de la faction nWo, Hart ne catcha plus en tant que superstar, mais lutta pour le titre WCW United States Championship qu’il remporta à quatre reprises.

#### Diverses rivalités et retraite (1999-2000)
Bret Hart resta dans « la moitié supérieure du panier » des catcheurs (c’est-à-dire, un lutteur important mais pas encore une superstar) jusqu’à l’incident qui arriva lors WCW Monday Nitro en mars 1999, lorsque Bret se plaignit de ce que la WCW ne faisait pas de lui. Hart appela alors la superstar Goldberg sur le ring, ce dernier porta un spear sur Hart, mais ce dernier portait un plastron en métal sous son maillot des Maple Leafs de Toronto. Il compta son propre tombé sur le corps inanimé de Goldberg. Cet incident obligea Hart à quitter la WCW pendant un moment.
Alors que Bret était prêt à revenir à la WCW, son frère Owen Hart mourut dans un accident lors de WWF Over the Edge 1999. Il était prévu que Bret lutte contre Goldberg à The Tonight Show le 24 mai 1999. Il était dans l’avion vers Los Angeles quand son frère est mort, il a appris la nouvelle par Eric Bischoff à l’aéroport, d’où il reprit immédiatement un avion pour Calgary afin d’être auprès de sa famille. Son combat dû donc être annulé au dernier moment. Bret Hart retourna catcher le 4 octobre 1999 dans un match hommage à Owen contre Chris Benoit. Ce match se déroula au Kemper Arena de Kansas City, là où Owen mourut quelques mois auparavant.
Au même moment, le principal scripteur de la WWF, Vince Russo, rejoignit la WCW. Russo écrivit une storyline qui impliquait une série de matchs de championnat controversée entre Sting, Hogan et Goldberg à Halloween Havoc 1999, pour qu'au final le titre soit déclaré vacant. Un tournoi fut organisé pendant plusieurs soirées Nitro, et les matchs finaux prirent place lors du PPV WCW Mayhem 1999 au Canada. La soirée a vu la victoire de Bret Hart sur Chris Benoit, afin de conquérir le premier de ses deux ceintures de champion de la WCW.
Il participa plus tard à la reformation de la nWo avec Jeff Jarrett, Scott Steiner, Kevin Nash, Scott Hall et Don et Ron Harris. Lors de Starrcade 1999 le 19 décembre, Hart défendit son titre contre Goldberg. Durant le match, Hart fut touché par un coup de pied à la tête, résultant une sévère commotion. Hart a déclaré plus tard, qu’il a pu souffrir d’autres commotions dans les matchs suivant le Starrcade 1999, ignorant la gravité de sa blessure. Lors de ces matchs, Hart porta un Figure-Four Leglock (ou prise en quatre) autour d’un poteau du ring, puis se cogna la tête sur le béton, aggravant ses blessures. L’ensemble de toutes ses blessures obligea Hart à prendre sa retraite du monde du catch professionnel.
Bret Hart a écrit dans une page du Calgary Sun que « Goldberg avait tendance à blesser tous ceux avec qui il avait travaillé ». Dans son DVD documentaire, Hart regretta que quelqu’un ayant bon cœur comme Bill Goldberg, soit responsable de sa blessure.
Bret Hart n’a jamais perdu un titre de champion poids-lourds de la WCW, mais a dû renoncer à chaque fois. Le second titre vacant est revenu sur le devant de la scène en janvier 2000 quand il a dû se retirer du show de la WCW Souled Out 2000.

### Retour à la World Wrestling Entertainment (2005-2009)

#### Apparitions occasionnelles et Hall of Fame 2006 (2005-2009)
La relation entre Bret Hart et Vince McMahon s’est améliorée au début des années 2000. Bret a ainsi déclaré dans une interview qu’après son accident, la première personne à l’avoir appelé à l’hôpital fut McMahon. Bret apparait également dans les jeux vidéo de la WWE, WWE Day of Reckoning et WWE SmackDown! vs. Raw. Par ailleurs Bret a déclaré sur son site internet qu’il aurait bien aimé lutter contre Kurt Angle, et qu’il avait regardé la victoire de Chris Benoit pour le World Championship à WrestleMania XX.
Bret Hart apparut le 16 novembre 2005 à WWE Byte This, faisant ainsi sa première apparition à la WWE depuis le 9 novembre 1997.
Le 16 février 2006, lors d'un show Raw, il fut annoncé que Hart sera introduit au WWE Hall of Fame. Hart a également été approché par Vince McMahon pour un éventuel match entre eux deux lors de WrestleMania XXII, il déclina élégamment l’offre.
Le 1er avril 2006, Bret fut intronisé au Hall of Fame par son ancien rival sur le ring, Stone Cold Steve Austin. Bret remercia chaque lutteur avec lequel il avait travaillé, en pensant même à Vince McMahon. Puis il raconta quelques anecdotes amusantes qu’il avait eu avec d’autres catcheurs y compris avec son regretté frère Owen. Bret n’est pas apparu le jour suivant à WrestleMania XXII avec les autres personnalités du cru 2006 du Hall of Fame au Allstate Arena à Chicago avouant qu’il ne se sentait pas à l’aise avec la situation.

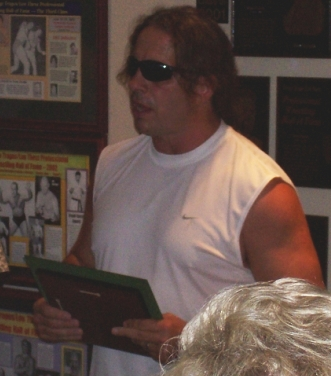
Bret Hart

Le 15 juillet 2006, Bret Hart fut intronisé au George Tragos/Lou Thesz Professional Wrestling Hall of Fame, le musée et l’institut international de lutte à Newton (État de l’Iowa). L’intronisation eut lieu dans une grande salle bondée affichant une des vestes que Bret portait en entrant dans le ring. Cet honneur est seulement réservé aux lutteurs ayant un vécu à la fois dans le milieu professionnel et amateur de la lutte, faisant également de Hart l’un des plus jeunes inscrits au Hall of Fame. Durant cet évènement, Hart a pu comparer cette intronisation avec celle du Hall of Fame de la WWE, déclarant que celle-ci était plus importante à ses yeux.
Le 16 juin 2006, Bret Hart tint une réunion privée (The Bret Hart VIP Access) à l’hôtel San Juan à Porto Rico, où il signa des autographes, posa pour des photos avec ses fans, et parla de sa carrière de catcheur, de son accident en plus d’autres choses.
Hart fit ensuite une apparition lors du spectacle The Legends of Wrestling (Les Légendes du catch) au Tropicana Field à St. Petersburg en Floride. Il fait quelque apparition à la AWR .
Le 11 juin, Hart faisait sa première apparition à WWE Raw depuis 1997, dans une interview filmée où il parlait de Vince McMahon, prenant ainsi part au Mr McMahon Appreciation Night. Le 24 juin 2009, Bret refit une apparition à Montréal au Unison Bar & Billard depuis le Montreal Screwjob, où il a signé des autographes.

### Second retour à la World Wrestling Entertainment (2010-...)
Après douze ans d'absence à la World Wrestling Entertainment, il fait son retour le 4 janvier 2010 en tant que Guest Host de Raw. Après avoir serré la main de Shawn Michaels, il vient s'expliquer avec Vince McMahon mais celui-ci lui donne un coup de pied dans les parties génitales, le laissant au sol. Le 1er février, quatre semaines plus tard, il revient et veut régler ses comptes avec McMahon mais se fait attaquer par Batista.

#### Rivalité avec Mr. McMahon, The Miz et capture du Championnat des États-Unis de la WWE (2010)
Il entame ensuite une rivalité avec McMahon, qu'il bat à WrestleMania XXVI dans un No Holds Barred Lumberjack match durant lequel les membres de sa famille, la Hart Dynasty compris, l'aident.
Le 17 mai, il bat The Miz dans un No Holds Barred match pour remporter pour la première fois de sa carrière le titres des États-Unis de la WWE (il avait possédé à de multiples reprises la version WCW). Il abandonnera le titre la semaine suivante pour devenir officiellement General Manager (ou directeur scénaristique) de Raw.

#### Rivalité avec The Nexus (2010)
Le 18 juin, les anciens débutants de la saison 1 de l'attaquent pour réclamer des contrats. Lors du pay-per-view 4-Way Finale, il est absent et pour cette raison, lors du Raw se déroulant le lendemain, il est renvoyé par Vince McMahon. Son profil est par conséquent enlevé du site officiel de la WWE.
Il effectue son retour lors du RAW du 19 juillet, lors de la composition de l'équipe de John Cena contre The Nexus à SummerSlam 2010 où il fait partie de la Team WWE avec John Cena, Edge, Chris Jericho, Johnny Morrison, R-Truth et Daniel Bryan qui l'emporte.
En novembre 2010, il participe à la tournée européenne et fait une apparition au house-show de Bruxelles dans un match avec la Hart Dynasty contre The Nexus.

#### Apparitions occasionnelles (2011-...)
Le 22 mai 2011, Bret est apparu à Over The Limit pour obliger Michael Cole, ayant perdu le Kiss my Foot match contre Jerry Lawler, à embrasser le pied de ce dernier. Le lendemain à Raw, il est l'arbitre spécial dans un Tag Team Match opposant John Cena et Rey Mysterio à R-Truth et CM Punk. Il infligea à ce dernier un Sharpshooter.
Lors de l'émission spéciale Smackdown du 30 août, il prend la place de General Manager pour la soirée.
Lors du Raw du 12 septembre, il gagne avec John Cena contre Alberto Del Rio et Ricardo Rodriguez.
Il apparaît lors de la 1000e de Raw où après un bref hommage à des légendes du catch décédées, il annonce le match entre Christian, le WWE Intercontinental Champion et The Miz.
Le 10 septembre 2012, il est l'invité spécial de Raw qui a eu lieu à Montréal au Canada.
Le 29 mai 2014 à NXT Takeover, il accompagne Natalya lors de son combat pour le Women's Championship face à Charlotte, combat que sa nièce perd.

#### Seconde intronisation au Hall of Fame de la WWE (2019)
L'équipe The Hart Foundation est introduite à la cérémonie du Hall Of Fame (2019) par Natalya.

### All Elite Wrestling (2019)
Le 25 mai 2019, lors du premier show de la All Elite Wrestling il fait une apparition surprise afin de présenter le titre mondial de la fédération.

## Vie privée
Bret Hart a quatre enfants : Jade Michelle Hart (31 mars 1983), Dallas Jeffery Hart (11 août 1984), Alexandra Sabina Hart (17 mai 1988) et Blade Colton Hart (5 juin 1990), tous nés de son premier mariage avec Julie Smadu Hart (m 1982-2002)
Les quatre cœurs situés sur la cuisse droite de ses collants symbolisent ses enfants, tout comme les quatre points suivant sa signature.
Le 15 septembre 2004, il épousa une italienne nommée Cinzia.
Lorsque Bret commença la controversée storyline « Canada versus America », il fut critiqué par le public, qui l’accusa d’être raciste. Les spectateurs américains lui criaient alors « go back where you came from » (« repars d’où tu viens »). Ce à quoi Hart répondit dans une interview au Calgary Sun qu’il y avait une différence entre la réalité et les spectacles. En réalité, Hart possède la double nationalité, étant donné que sa mère est née à Long Island aux États-Unis.
Bret Hart fut également impliqué dans une controverse similaire durant une autre storyline durant laquelle la Hart Foundation vandalisa le vestiaire de The Nation of Domination, une équipe afro-américaine. Il fut plus tard critiqué pour avoir lancé des insultes à caractère homophobe envers Shawn Michaels et Triple H.
Après avoir quitté la WWF, Hart s’excusa pour ces histoires, déclarant qu’il avait subi des pressions pour les faire, et affirmant « …I am not in any shape or form a racist. And I don’t believe it is anything to kid around about. I also want to apologize for any remarks I made about gay people. It was a stupid mistake on my part » (« Je ne suis pas l’once d’un raciste. Et qu’il n’y avait pas de quoi plaisanter sur ce sujet. Je voudrais également m’excuser pour toutes les remarques que j’ai faite envers les personnes gays. C’était une erreur stupide de ma part »).
Entre 1995 et 1996, Bret Hart apparu dans la série télé Lonesome Dove où il jouait le rôle de Luther Root. Il a aussi fait de nombreuses apparitions à la télévision, incluant une apparition dans les Simpson en 1997 (dans l’épisode Le vieil homme et Lisa (épisode 21, saison 8)). Il joua aussi le rôle du Génie dans une version théâtrale d’Aladin en 2004. Un rôle qu’il reprit pour la version canadienne en 2006.
Bret a aussi joué un rôle dans MAD TV. Il y eut une grosse rumeur à l’époque comme quoi Hart aurait souhaité devenir acteur à plein temps et aurait ainsi quitté le milieu du catch. Hart apparu également dans des épisodes de Chérie, j'ai rétréci les gosses, The Adventures of Sinbad ou Big Sound.
Bret Hart a également coécrit avec Perry Lefko une autobiographie illustrée en 2000. Le livre intitulé Bret "Hitman" Hart – The Best There Is, the Best There Was, the Best There Ever Will Be (en) était focalisé sur la carrière de Bret à la WCW. Il a également écrit des articles hebdomadaires pour le Calgary Sun de juin 1991 jusqu'en octobre 2004. Il écrit aussi son autobiographie, qu’il a commencée en 1999 avec son ami de longue date (et son associé) Marcy Engelstein, mais le projet fut ralenti avec l’accident de Bret. Le livre est sorti le 16 octobre 2007, et intitulé Hitman: My Real Life In The Cartoon World of Wrestling.
Le 23 juin 2002, Bret Hart a eu un grave accident de vélo en montagne. The Calgary Herald rapporte que Bret a heurté un trou, il est passé par-dessus le guidon, et a heurté le sol sur l’arrière de son crâne. Il souffrait alors d’une attaque cérébrale puis d’une paralysie partielle, ce qui l’obligea à suivre des mois de rééducation physique. Hart recouvrait peu à peu sa mobilité et une bonne santé. Bien qu’il souffrait encore de troubles émotionnels, Hart avait récupéré et fut déclaré en bonne santé.
L’équipe de hockey Calgary Hitmen, qui évolue dans la Ligue de hockey de l'Ouest, tire leur nom de Bret Hart, qui fut le fondateur de l’équipe en 1995.
Le 1er février 2016, il annonce sur Facebook qu'il est atteint d'un cancer de la prostate. Il déclare avoir vaincu ce cancer début novembre 2018.

## Palmarès
- Stampede Wrestling
  - NWA International Tag Team Championship NWA International Tag Team Championship (Calgary version) - 4 titres avec Keith Hart et 1 titre avec Leo Burke
  - Stampede British Commonwealth Mid-Heavyweight Championship - 3 titres
  - Stampede North American Heavyweight Championship - 6 titres
- World Championship Wrestling
  - 2 fois WCW World Heavyweight Champion
  - 4 fois WCW United States (Heavyweight) Champion
  - 1 fois WCW World Tag Team Champion - avec Goldberg
  - 6e WCW Triple Crown Champion
- World Wrestling Council
  - 1 fois WWC Caribbean Tag Team Championship - avec Smith Hart
- World Wrestling Federation/Entertainment
  - 5 fois WWF World Heavyweight Champion
  - 2 fois WWF Intercontinental Heavyweight Champion
  - 2 fois WWF World Tag Team Champion avec Jim Neidhart
  - 1 fois WWE United States Champion
  - King of the Ring 1991
  - King of the Ring 1993
  - Co-vainqueur du Royal Rumble 1994 avec Lex Luger
  - WWE Hall of Famer (2 fois) :
    - 2006 - en solo
    - 2019 - avec la Hart Foundation

  - 2e WWF Triple Crown Champion

### Récompenses de magazines
| Année     | 1991   | 1992   | 1993   | 1994   | 1995   | 1996   | 1997   | 1998   | 1999   |
| Rang      | 21     | 5      | 1      | 1      | 4      | 16     | 20     | 40     | 56     |
| Référence | [ 31 ] | [ 32 ] | [ 33 ] | [ 34 ] | [ 35 ] | [ 36 ] | [ 37 ] | [ 38 ] | [ 39 ] |

- Pro Wrestling Illustrated
  - PWI Comeback of the Year remporté 1997
  - PWI Feud of the Year remporté en 1993 - contre Jerry Lawler
  - PWI Feud of the Year remporté en 1994 - contre Owen Hart
  - PWI Match of the Year remporté en 1992 - contre The British Bulldog (SummerSlam 1992, 29 août 1992)
  - PWI Match of the Year 1996 - contre Shawn Michaels (WrestleMania XII, 31 mars 1996
  - PWI Match of the Year 1997 - contre Stone Cold Steve Austin (WrestleMania XIII, 23 mars 1997
  - PWI Most Inspirational Wrestler of the Year remporté en 1994
  - PWI Most Hated Wrestler of the Year remporté en 1997
  - PWI Stanley Weston Award remporté en 2003
- Wrestling Observer Newsletter Awards
  - Feud of the Year remporté en 1993 - contre Jerry Lawler
  - Five Star Match en 1994 - contre Owen Hart (Match en Cage - SummerSlam 1994, 29 août 1994)
  - Five Star Match en 1997 - contre Stone Cold Steve Austin (Submission match - WrestleMania 13, 23 mars 1997)
  - Feud of the Year remporté en 1997 - et Owen Hart, Jim Neidhart, The British Bulldog, Brian Pillman contre Steve Austin
  - Match of the Year remporté en 1997 - contre Stone Cold Steve Austin (Submission match - WrestleMania 13, 23 mars 1997)
  - Membre du Wrestling Observer Hall of Fame (1996)